# Apamea luculenta
Apamea luculenta är en fjärilsart som beskrevs av Eugen Johann Christoph Esper 1788. Apamea luculenta ingår i släktet Apamea och familjen nattflyn. Inga underarter finns listade i Catalogue of Life.